# Ficus lutea
Espèce
Classification phylogénétique
Ficus lutea est une espèce végétale de la famille des Moraceae. Il s'agit d'un arbre, originaire d'Afrique.